# See Dad Run
Papa fait son show (See Dad Run) est une sitcom américaine créée par Tina Albanese et Patrick Labyorteaux et diffusée
du 6 octobre 2012 au 13 août 2015 sur Nickelodeon dans le bloc de programme Nick at Nite. La série à d'abord été développée sous le nom de Daddy's Home. Scott Baio, l'acteur principal, est aussi le producteur exécutif de la série.
En France, la série est diffusée sur Nickelodeon Teen depuis le 1er janvier 2024 (soit 12 ans après le début de la série). Et en Belgique, la série est diffusée sur Nickelodeon (Belgique francophone) et MTV (Belgique) depuis le 22 mars 2019, puis est diffusée depuis le 10 août 2024 sur Comedy Central, cependant elle reste inédite dans les autres pays francophones.

## Synopsis
David Hobbs est une star du petit écran. Quand la série se termine, il décide de mettre sa carrière d'acteur entre parenthèses pour s'occuper de ses enfants Emily, Janie, et Joe afin de laisser sa femme Amy, ancienne star d'un soap opéra, faire son retour à la télévision. Il devient alors un père au foyer malgré ses difficultés à s'occuper de ses enfants et ce qui est très différent du rôle de père qu'il a incarné à la télévision. David se rend vite compte combien il est difficile d'être un vrai père.

## Distribution

### Acteurs principaux
- Scott Baio : (VFB : Nicolas Matthys) : David Hobbs
- Alanna Ubach : (VFB : Audrey d'Hulstère) : Amy Hobbs, femme de David
- Ryan Newman :  (VFB : Alayin Dubois) : Emily Hobbs, fille adolescente de David et Amy
- Jackson Brundage : (VFB : Émilie Guillaume) Joe Hobbs, : fils de David et Amy
- Bailey Michelle Brown (de) : (VFB : Achille Dubois) : Janie Hobbs, jeune fille de David et Amy
- Ramy Youssef : (VFB: Thibaut Delmotte) : Kevin Kostner
- Mark Curry : (VFB : Alexis Flamant) : Marcus Barnes

### Acteurs récurrents
- Jaylen Barron : (VFB : Dominique Wagner) : Mary Barnes, fille de Marcus et amie d'Emily
- Luke Benward : (VFB : Michel Hinderyckx) : Matthew Pearson, petit-ami d'Emily
- James Maslow : (VFB : Valéry Bendjilali) : Ricky Adams, acteur
- Alyvia Alyn Lind : (VFB : Alayin Dubois) : Charlotte, amie de Janie

## Épisodes

### Première saison (2012-2013)
La chaîne a commandé 20 épisodes pour la première saison,.
La première saison a été diffusée en Belgique à partir du 22 mars 2019, et en France du 1er janvier au 27 janvier 2024 sur Nickelodeon Teen.
1. Un papa a la maison / Papa rentre à la maison (See Dad Run Home)
2. Un papa qui a perdu Janie / Papa a perdu Janie (See Dad Lose Janie)
3. Un papa joue au coach / Papa joue au coach (See Dad Play Coach)
4. Un papa qui ressuscite des morts / Papa est un zombie ! (See Dad Rise From The Dead)
5. Papa fait son woin-woin (See Dad Get Wah-Wah'd)
6. Papa rencontre Matthew Pearson (See Dad Meet Matthew Pearson)
7. Voir un papa pour une seule nuit / Papa sur le devant de la scène (See Dad One Night Only)
8. Un papa qui se bat contre un rat / Papa à la chasse au rat (See Dad Catch A Rat)
9. Un papa qui cours pour noël / Papa s'occupe du repas de Noël (See Dad Run Christmas Into The Ground)
10. Papa fait campagne (See Dad Campaign)
11. Papa apprend sa leçon (See Dad Get Schooled)
12. Papa assiste Kevin (See Dad Assist Kevin)
13. Papa a la une des tabloïdes (See Dad Run, But He Can't Hide)
14. Papa se remarie (See Dad Get Married And Married)
15. Papa est le grand et puissant Hobbs (See Dad As The Great And Powerful Hobbs)
16. Un papa qui fait rentrer Janie à la Maternelle / Papa inscrit Janie à la maternelle (See Dad Get Janie Into Kindergarten)
17. Un papa dans un groupe(See Dad Host a Playgroup)
18. Un papa attaquer par Promzilla (See Dad Get Attacked By Promzilla)
19. Un papa retrouve sa grand mère. (See Dad See Through Grandma)

### Deuxième saison (2013-2014)
Le 19 décembre 2012, Nick at Nite a commandé une seconde saison composée de 15 épisodes diffusée depuis le 2 juin 2013 sur Nickelodeon, et en France à partir du 26 mars 2024 sur Nickelodeon Teen.
1. Papa rencontre son idole (See Dad Swoon)
2. Papa emmène la famille à l'aéroport (See Dad Get the Family to the Airport)
3. Papa est un homme ordinaire (ou presque) (See Dad Be Normal.ish)
4. Papa organise une fête d'anniversaire (See Dad Throw a Birthday Party)
5. Papa MacPartage la vie des McGinley (See Dad McLivin' with the McGinleys)
6. Papa et Janie n'ont pas d'alchimie (See Dad Prove He Has Chemistry)
7. Papa défie la grippe (See Dad Run a Fever)
8. Papa fait livrer des fleurs à Emily (See Dad Send Emily Flowers)
9. Papa adore Halloween (See Dad Run Halloween)
10. Papa ne sait pas sur quel pied danser (See Dad Dance Around the Truth)
11. Le papa de papa fait son show (See Dad See Dad Run)
12. Papa est un super papa (See Dad Have a Career)
13. Papa et Joe, le somnambule (See Dad See Joe Sleepwalk)
14. Papa déteste le sport (See Dad Run Until He Drops)
15. Papa trinque et porte un toast (See Dad Roast the Toast)

### Troisième saison (2014-2015)
Le 21 octobre 2013, la série a été renouvelée pour une troisième saison de 20 épisodes, qui sera la dernière.
1. Papa est le nouveau roi de la Saint-Valentin (See Dad Nail Valentine's Day)
2. Papa fait du tri (See Dad Downsize)
3. Papa joue les cancers (See Dad Run Joe Into Detention)
4. Papa apprend à Emily à conduire (See Dad Teach Emily to Drive)
5. Papa apprendre à faire confiance (See Dad Run Into Marcus' Nephew)
6. Papa en mode survie (See Dad Rough It)
7. Papa le briseur de rêves (See Dad Ruin Joe's Teacher)
8. Papa et Joe construisent une cabane (See Dad Lose the Forest for the Tree House)
9. Papa et la rentrée des classes (See Dad Become Room Mom)
10. Papa et Emily, la future journaliste (See Dad Live at Five)
11. Papa et la fugue de Janie (See Dad Watch Janie Run Awa)
12. Papa vire Katie... Encore une fois (See Dad Fire Original Katie Again)
13. Papa monte sur le ring (See Dad Get in the Ring)
14. Papa défend son cas (See Dad Rest His Case)
15. Papa est deuxième (See Dad Runner Up)
16. Papa saute en parachute (See Dad Jump)
17. Papa surprend mamie et papy (See Dad Mom with Mom's Dad)
18. Papa en fait des tonnes (See Dad Overreact)
19. Papa retrouve la maison, 1re partie (See Dad Find His Way Home: Pt. 1)
20. Papa retrouve la maison, 2e partie (See Dad Find His Way Home: Pt. 2)